# Orthocaulis floerkei
Orthocaulis floerkei là một loài rêu trong họ Anastrophyllaceae. Loài này được F. Weber & D. Mohr H. Buch mô tả khoa học đầu tiên..